# Luis G. Osollo
José Luis Silverio Pascual Osollo Pancorbo, más conocido como Luis G. Osollo (Ciudad de México, 19 de junio de 1828 - San Luis Potosí, San Luis Potosí, 18 de junio de 1858) fue un militar mexicano. Combatió durante la intervención estadounidense, la Revolución de Ayutla y el inicio de la Guerra de Reforma. Fue partidario de los conservadores.

## Biografía
Sus padres fueron Francisco Osollo y Gabriela Pancorbo. Ingresó al Colegio Militar el 28 de abril de 1839. Militó en los batallones de Zacatecas, Tres Villas y Atlixco. Por su desempeño ascendió de rangos hasta llegar a general de brigada. Fue comandante general de México y general en jefe del Ejército de Operaciones sobre el Norte.
Comenzó a distinguirse como militar al finalizar la Revolución de Ayutla. En 1855, participó en el movimiento conocido como Revolución Conservadora de Zacapoaxtla de Antonio de Haro y Tamariz, al mando de sus filas, ocupó la ciudad de Puebla. Durante la batalla de Ocotlán logró traspasar las filas del general Ignacio Comonfort, no obstante, fue derrotado. Se exilió a Estados Unidos, el mismo general Comonfort le envió una libranza de mil pesos para que pudiese sortear sus gastos, la cual devolvió agradeciendo el gesto. Su exilio fue breve, disfrazado de marinero desembarcó en Santa Anna de Tamaulipas con la intención de unirse nuevamente a las tropas pronunciadas en San Luis Potosí. Durante una acción de retirada en La Magdalena perdió el brazo derecho. Fue hecho prisionero de guerra pero se le otorgó la libertad, condicionando el reconocimiento del gobierno liberal.
Al estallar la Guerra de Reforma, tomó las armas nuevamente en la Ciudad de México. Obtuvo victorias en Salamanca y Guadalajara. Murió de cólera en la ciudad de San Luis Potosí el 18 de junio de 1858. Sus funerales se realizaron con todos los honores militares, se guardó luto durante ocho días; la oración fúnebre la pronunció Juan B. Ormaechea.